# Татарский Кабан
Татарский Кабан — деревня в Лаишевском районе Татарстана. Входит в состав Нармонского сельского поселения.

## География
Находится в западной части Татарстана на расстоянии приблизительно 24 км по прямой на юг-юго-восток от Казани.

## История
Известна с 1565-67 годов как Селик Кабан. Упоминалась также как Малые Кабаны. В начале XX века здесь были мечеть и медресе,.

## Население
Постоянных жителей было: в 1897 году — 728, в 1908 — 823, в 1920 — 930, в 1926 — 860, в 1938 — 676, в 1949 — 408, в 1958 — 289, в 1970 — 196, в 1979 — 125, в 1989 — 92, в 2002 — 82 (татары 96 %), 66 — в 2010.